# 정도상
정도상(鄭道相, 1960년 1월 3일 ~ )은 대한민국의 문학 겸 정치인이다.
경남 함양에서 태어났다. 전북대학교 독어독문학과를 나온 그는 전북대학교에서 석사를 마쳤고, 중앙대학교에서 문학박사학위를 받았다. 1987년에 단편소설 <우리들의 겨울>이 전남대 5월문학상에 당선되었다.  1987년에 단편소설 <십오방이야기>를 발표하면서 작가로 등단했다.  작품집으로는 <친구는 멀리 갔어도>, <실상사> 등이 있으며 연작소설집으로 <찔레꽃>이 있다.  장편소설로는 <누망>, <낙타>, <은행나무 소년>, <마음오를꽃>, <꽃잎처럼> 등이 있다. <누망>으로 2003년 제17회 단재상을, <찔레꽃>으로 2008년 제25회 요산문학상을, 제7회 아름다운 작가상을 수상했다. 현재 겨레말큰사전남북공동편찬사업회 부이사장으로 재직 중이다.